# Vin Diesel
Vin Diesel, właśc. Mark Sinclair Vincent (ur. 18 lipca 1967 w Nowym Jorku) – amerykański aktor, reżyser, scenarzysta, producent filmowy i kaskader. W 2020 jego majątek szacowany był na 225 mln USD.
26 sierpnia 2013 otrzymał własną gwiazdę w Alei Gwiazd w Los Angeles znajdującą się przy 7000 Hollywood Boulevard. 

## Życiorys

### Wczesne lata
Urodził się jako jeden z bliźniaków z bratem Paulem Vincentem jako syn Delory Sherleen (Sinclair) Vincent, (ur. 1944), astrolożki i psychiatry. Nigdy nie poznał swojego biologicznego ojca. Jego ojczym Afroamerykanin Irving H. Vincent (ur. 1935) był nauczycielem technik aktorskich i menedżerem teatralnym. Matka jest pochodzenia szkockiego, angielskiego, niemieckiego i irlandzkiego.
Wychowywał się także z dwiema siostrami we wspólnocie artystycznej w nowojorskiej dzielnicy Greenwich Village. Mając pięć lat wystąpił w inscenizacji Kopciuszka jako książę. Po ukończeniu szkoły średniej Anglo-American International School w Nowym Jorku, studiował literaturę angielską w Hunter College, w wieku siedemnastu lat pracował jako ochroniarz w jednym z londyńskich klubów, gdzie został zauważony. Pracował także jako ochroniarz w legendarnym nowojorskim klubie The Tunnel. W 1988 roku przeprowadził się do stanu Kalifornia.

### Kariera
Wystąpił w dramacie Przebudzenia (Awakenings, 1990) u boku Roberta De Niro i Robina Williamsa. W 1997 roku spróbował swoich sił jako reżyser i scenarzysta dramatu Przybłędy (Strays), gdzie zagrał dilera narkotykowego. Niedługo potem wystąpił w roli szeregowca Adriana Caparzo w dramacie wojennym Stevena Spielberga Szeregowiec Ryan (Saving Private Ryan, 1998) z Tomem Hanksem i Edwardem Burnsem.
Sukcesem stały się główne role w filmach: Ryzyko (Boiler Room, 2000) jako Chris Varick, Pitch Black (2000) w roli Richarda B. Riddicka i xXx jako Xander Cage. Zajął się także dubbingiem, użyczył swojego głosu tytułowemu bohaterowi w animowanym filmie Stalowy gigant (The Iron Giant, 1999), Kroniki Riddicka: Mroczna furia (The Chronicles of Riddick: Dark Fury, 2004) oraz Strażnicy Galaktyki (2014) jako Groot. Zwrócił na siebie uwagę jako Dominic Toretto, przywódca gangu i miłośnik wyścigów samochodowych urządzanych na ulicach Los Angeles w filmie Roba Cohena Szybcy i wściekli (The Fast and the Furious, 2001). Jego rola poszukiwanego kryminalisty Riddicka w thrillerze sci-fi Kroniki Riddicka (The Chronicles of Riddick, 2004) zebrała słabe recenzje i otrzymała nominację do Złotej Maliny dla najgorszego aktora.
Był na okładkach magazynów takich jak „Men’s Health”, „Men’s Fitness”, „The Hollywood Reporter”, „Prestige”, „GQ”, „Parade” i „Details”.

## Życie prywatne
Spotykał się z Michelle Rodriguez (2001), Lizą Hernandez (2003), Mariah Carey (2002), Pavlą Hrbkovą (2002) i Marią Menounos. Związał się z modelką Palomą Jimenez, z którą ma troje dzieci: córkę Hanię Riley (ur. 2 kwietnia 2008), syna Vincenta Rileya (ur. 2010) oraz córkę Paulinę (ur. 2015).

## Filmografia
| Rok  | Tytuł                                                                                  | Reżyser | Scenarzysta | Producent | Aktor | Rola                           | Uwagi                      | Przypis       |
| ---- | -------------------------------------------------------------------------------------- | ------- | ----------- | --------- | ----- | ------------------------------ | -------------------------- | ------------- |
| 1990 | Przebudzenia (Awakenings)                                                              |         |             |           | T     | posługacz szpitalny            | niewymieniony              |               |
| 1994 | Multi-Facial                                                                           | T       | T           | T         | T     | Mike                           | film krótkometrażowy       | [ 15 ]        |
| 1997 | Przybłędy (Strays)                                                                     | T       | T           | T         | T     | Rick                           |                            | [ 15 ]        |
| 1998 | Szeregowiec Ryan (Saving Private Ryan)                                                 |         |             |           | T     | Adrian Caparzo                 |                            | [ 15 ]        |
| 1999 | Stalowy gigant (The Iron Giant)                                                        |         |             |           | T     | Stalowy gigant                 | głos                       | [ 15 ]        |
| 2000 | Ryzyko (Boiler Room)                                                                   |         |             |           | T     | Chris Varick                   |                            | [ 15 ]        |
| 2000 | Pitch Black                                                                            |         |             |           | T     | Richard B. Riddick             |                            | [ 15 ]        |
| 2001 | Szybcy i wściekli (The Fast and the Furious)                                           |         |             |           | T     | Dominic Toretto                |                            | [ 15 ]        |
| 2001 | Synowie mafii (Knockaround Guys)                                                       |         |             |           | T     | Taylor Reese                   |                            | [ 15 ]        |
| 2002 | xXx                                                                                    |         |             | T         | T     | Xander Cage                    |                            | [ 15 ]        |
| 2003 | Odwet (A Man Apart)                                                                    |         |             | T         | T     | Sean Vetter                    |                            | [ 15 ]        |
| 2004 | Kroniki Riddicka (The Chronicles of Riddick)                                           |         |             | T         | T     | Richard B. Riddick             |                            | [ 15 ]        |
| 2004 | Kroniki Riddicka: Mroczna furia (The Chronicles of Riddick: Dark Fury)                 |         |             |           | T     | Richard B. Riddick             | głos                       |               |
| 2005 | Pacyfikator (The Pacifier)                                                             |         |             |           | T     | Shane Wolfe                    |                            | [ 15 ]        |
| 2006 | Uznajcie mnie za winnego (Find Me Guilty)                                              |         |             |           | T     | Giacomo „Jackie Dee” DiNorscio |                            | [ 15 ]        |
| 2006 | Szybcy i wściekli: Tokio Drift 3 (Fast and the Furious: Tokyo Drift)                   |         |             |           | T     | Dominic Toretto                |                            | [ 15 ]        |
| 2007 | Hitman                                                                                 |         |             | T         |       |                                |                            | [ 15 ]        |
| 2008 | Babylon A.D. (Babylon A.D.)                                                            |         |             |           | T     | Hugo Cornelius Toorop          |                            | [ 15 ]        |
| 2009 | Szybko i wściekle (Fast & Furious)                                                     |         |             | T         | T     | Dominic Toretto                |                            | [ 15 ]        |
| 2009 | Los Bandoleros                                                                         | T       | T           | T         | T     | Dominic Toretto                | film krótkometrażowy       |               |
| 2011 | Szybcy i wściekli 5 (Fast Five)                                                        |         |             | T         | T     | Dominic Toretto                |                            | [ 15 ]        |
| 2013 | Szybcy i wściekli 6 (Fast & Furious 6)                                                 |         |             | T         | T     | Dominic Toretto                |                            | [ 15 ]        |
| 2013 | Riddick                                                                                |         |             | T         | T     | Richard B. Riddick             |                            | [ 15 ]        |
| 2013 | Riddick: Blindsided                                                                    |         |             |           | T     | Richard B. Riddick             | głos, film krótkometrażowy |               |
| 2014 | Strażnicy Galaktyki (Guardians of the Galaxy)                                          |         |             |           | T     | Groot                          | głos                       | [ 15 ]        |
| 2015 | Szybcy i wściekli 7 (Furious 7)                                                        |         |             | T         | T     | Dominic Toretto                |                            | [ 15 ]        |
| 2015 | Fast & Furious: Supercharged                                                           |         |             |           | T     | Dominic Toretto                | film krótkometrażowy       |               |
| 2015 | Łowca czarownic (The Last Witch Hunter)                                                |         |             | T         | T     | Kaulder                        |                            | [ 15 ]        |
| 2016 | Najdłuższy marsz Billy’ego Lynna (Billy Lynn’s Long Halftime Walk)                     |         |             |           | T     | Shroom                         |                            |               |
| 2017 | xXx: Reaktywacja                                                                       |         |             |           | T     | Xander Cage                    |                            | [ 16 ]        |
| 2017 | Szybcy i wściekli 8 (The Fate of the Furious)                                          |         |             |           | T     | Dominic Toretto                |                            | [ 17 ]        |
| 2017 | Strażnicy Galaktyki vol. 2 (Guardians of the Galaxy Vol. 2)                            |         |             |           | T     | Groot                          | głos                       | [ 18 ]        |
| 2018 | Avengers: Wojna bez granic (Avengers: Infinity war)                                    |         |             |           | T     | Groot                          | głos                       | [ 19 ]        |
| 2019 | Avengers: Koniec gry (Avengers: Endgame)                                               |         |             |           | T     | Groot                          | głos                       | [ 19 ]        |
| 2022 | Bloodshot                                                                              |         |             | T         | T     | Ray Garrison                   |                            | [ 20 ]        |
| 2021 | Szybcy i wściekli 9 (F9)                                                               |         |             | T         | T     | Dominic Toretto                |                            | [ 21 ]        |
| 2022 | Strażnicy Galaktyki: Coraz bliżej święta (The Guardians of the Galaxy Holiday Special) |         |             |           | T     | Groot                          | głos                       | [ 22 ]        |
| 2023 | Strażnicy Galaktyki vol. 3 (Guardians of the Galaxy Vol. 3)                            |         |             |           | T     | Groot                          | głos                       | [ 23 ]        |
| 2023 | Szybcy i wściekli 10 (Fast X)                                                          |         |             | T         | T     | Dominic Toretto                |                            | [ 24 ] [ 25 ] |

### Gry wideo
| Rok  | Tytuł                                    | Rola                      |
| ---- | ---------------------------------------- | ------------------------- |
| 2004 | Kroniki Riddicka: Ucieczka z Butcher Bay | Richard B. Riddick (głos) |
| 2009 | Wheelman                                 | Milo Burik (głos)         |
| 2009 | Kroniki Riddicka: Assault on Dark Athena | Richard B. Riddick (głos) |

## Nagrody
| Rok  | Nagroda         | Kategoria                                   | Film                              |
| ---- | --------------- | ------------------------------------------- | --------------------------------- |
| 2002 | MTV Movie Award | Najlepszy ekranowy zespół z Paulem Walkerem | Szybcy i wściekli (2001)          |
| 2014 | MTV Movie Award | Najlepszy ekranowy zespół z Paulem Walkerem | Szybcy i wściekli 6 (2013)        |
| 2018 | Czarna Szpula   | Najlepszy występ głosowy                    | Strażnicy Galaktyki vol. 2 (2017) |